# Sinfonia
Sinfonia é uma palavra de origem grega [συμφωνία] que significa "Todos os sons juntos" ([συμ = Syn] e [φωνία = fonia], sendo fonia o mesmo que fonos, aquele que produz qualquer coisa relativo ao som, haja vista as palavras membranofone, megafone e telefone).
A palavra já existente sinfonia foi consolidada como conceito na música erudita a partir do barroco, evoluindo até emprestar a forma da sonata já existente, passando a apresentar características bastante diferentes do passado. No período clássico a sinfonia passou a ter três movimentos, sendo o segundo sempre um Adagio (lento). Após as contribuições de Ludwig van Beethoven, as sinfonias passaram a ter quatro movimentos.

## Renascença tardia –Início do Barroco
Bem próximo ao fim da Renascença e no início do Barroco, a palavra sinfonia era um nome alternativo para a canzona, fantasia ou o ricercar. Estas eram, quase sempre formas instrumentais fortemente arreigadas a uma tradição de polifonia. Mais tarde, no período barroco, era usada para identificar um tipo de sonata, especialmente a sonata trio ou uma sonata para um conjunto grande de instrumentos. Mais tarde, ainda no barroco, a palavra foi utilizada para indicar um prelúdio instrumental.

## Abertura e/ou a antiga sinfonia
Nas grandes formas vocal-instrumental dos séculos XVII e XVIII, por exemplo, nas óperas e oratórios, uma sinfonia geralmente era um prelúdio, um interlúdio ou um poslúdio contrastando com as secções vocais ou de outro modo diferentes.
No século XVII, uma forma específica de tal peça introdutória foi a sinfonia de três movimentos que se tornou um tipo padrão de abertura da ópera italiana. Na maioria das vezes essas obras eram em Ré maior, para maximizar a ressonância aberta das cordas dos instrumentos de cordas, iniciando-se e encerrando-se com um movimento rápido, intercalado por um movimento lento. Exemplos desse tipo de sinfonia italiana são as numerosas aberturas em três movimentos das óperas de Alessandro Scarlatti, todas arquétipos das aberturas italianas.
Na França, entretanto, as ouvertures eram sempre peças introdutórias de um único movimento, usualmente na forma A-B-A, onde as seções A têm um andamento lento, com um ritmo duplamente pontuado, enquanto que a seção intermediária B, era comparativamente fluente e rápida. Esta forma musical ficou conhecida como abertura francesa. Com o tempo, este tipo de ouverture foi adaptado pelos compositores alemães como Johann Sebastian Bach e George Frideric Handel, do século XVIII em diante, também podia ser o movimento introdutório de uma suíte de danças, no caso em que a palavra ouverture era usada como sinônimo da inteira suíte, como, por exemplo, as Aberturas Francesas, BWV 831, de Bach. 
A maioria das óperas e oratórios de Handel iniciam com um movimento ouverture no estilo francês, mesmo que ocasionalmente ele chame de sinfonia esse movimento, como ele fez para O Messias, identificando a abertura como Sinfony. Mas Handel também usou o prelúdio/interlúdio orquestral ao modo italiano, por exemplo, a Introduzione da cantata Delirio amoroso, HWV 99. Também, a Pifa instrumental do Messias não se enquadra tanto nos modelos franceses. Uma anedota interessante diz respeito a quando Mozart fez uma versão em alemão do Messias, cerca de 30 anos após a morte de Handel. Ele mudou o nome da abertura de Sinfony para Ouvertüre, mas também alterou ligeiramente suas características francesas: ele atenuou o ritmo pontuado da seção A com melodias mais fluentes na trompa e acelerando um pouco esta seção ele também a tornou um pouco menos diferente da seção B. O resultado é que a parte A fica parecendo não mais do que um preâmbulo moderado de um movimento sinfônico acelerado (a seção B).
Neste meio tempo, também no início do sécuo XVIII, a sinfonia no estilo italiano, com 3 movimentos, começou a ganhar vida por si mesma. Ela podia ser composta como uma obra de concerto independente, embora sem solistas. Por exemplo, Vivaldi compôs tanto sinfonias de 3 movimentos, não muito diferentes de seus concertos, como sinfonias similares como prelúdio para as suas óperas.
Bach algumas vezes usou o termo sinfonia no modo antiquado, à época, de uma peça instrumental de um único movimento, por exemplo, para as invenções BWV 787-801, usando o estilo polifônico de três vozes. Observe-se que no século XX, os editores começaram a publicar essas sinfonias como Invenções a Três Partes (ou Invenções a Três Vozes), em que Parte é uma melodia independente (voz, mas com significado instrumental) numa obra de um único movimento.
Se Bach iniciava uma obra vocal com um ou mais movimentos instrumentais independentes ( o que era raro), ele usualmente chamava tal peça de uma sinfonia ou sonata. Para as sinfonias, mesmo as com um único movimento, o estilo era preferencialmente italiano do que o francês:
- Sinfonia de um movimento abrindo as cantatas seculares Non sa che sia dolore, BWV 209 e Mer Hahn en neue Oberkeet, BWV 212
- Sinfonia seguida por um "adagio" na abertura do Oratório da Páscoa, BWV 249. Embora o coro entre no final do terceiro movimento deste oratório, os três movimentos sucessivos de abertura pode ser vistos como uma sinfonia italiana do oratório.
- Alguns movimentos de abertura de suas cantatas religiosas eram como movimentos de concertos para órgão (BWV 29, 35, 49, 169) – mais tarde, Bach rearranjaria algumas dessas sinfonias como movimentos de seus concertos para cravo.

Tanto Bach como Handel usaram a abertura no estilo francês para começar suas suítes orquestrais. As suítes que eles escreveram para instrumento solo, via de regra, não tinham um movimento introdutório, caso houvesse, esse movimento era usualmente uma Abertura/Ouverture (sempre no estilo francês) ou um Prelúdio/Praeludium. O estilo deste prelúdio era menos definido, mas freqüentemente emularia o estilo de um movimento rápido da sinfonia italiana.
À medida que o século XVIII avançava, o nome usual para o prelúdio instrumental de uma obra vocal/teatral passou a ser definido como abertura. Embora essas aberturas geralmente eram de um único movimento, elas não mais eram construídas no estilo francês, mas antes, adaptada à sinfonia introdutória italiana, por exemplo, um motivo condutor, uma reprise precedida por um desenvolvimento temático mínimo e um clima geral de expectativa e não de resolução.
A ideia da sinfonia italiana com três movimentos como uma composição orquestral independente também sobrviveu: As primeiras sinfonias de Haydn e Mozart foram compostas nesse formato. Mozart também compôs divertimentos no formato da sinfonia italiana com alguma ambigüidade quer ele pretendesse que tais divertimentos fossem composições instrumentais independentes ou mais apropriadamente, interlúdios instrumentais (para produções teatrais etc.).
Mas, então, Haydn fez com que a sinfonia italiana, de concerto, e a abertura/suíte ao modo francês se encontrassem novamente: ele pegou os três movimentos de uma sinfonia e inseriu um quarto movimento entre os dois últimos movimentos do modelo italiano. Este movimento adicional foi um minueto, que, até então, tinha sido um movimento quase obrigatório de uma suíte. Ele também usou alguns aspectos do da abertura no estilo francês e do que era a forma sonata naqueles dias. Entre tais recursos adicionais que foram utilizados por Haydn estava, por exemplo, a possibilidade de começar como uma lenta introdução o primeiro dos quatro movimentos desse novo modelo. Nascia assim a sinfonia moderna
.

## Sinfonia com um novo significado
Mais tarde, da era romântica em diante, a palavra sinfonia foi ocasionalmente usada como um nome alternativo para sinfonia (symphony). Era frequente, mas não acontecia sempre, que o título sinfonia fosse usado quando a obra pretendia ser, ou era, vista como algo mais leve, de menor tamanho e mais italianizada, ou com o caráter mais barroco do que a sinfonia (symphony) plenamente romântica (de caráter predominantemente germânico).
Entre os exemplos de sinfonias compostas com esse enfoque após a era clássica incluem-se:
- As doze primeiras obras do gênero compostas por Felix Mendelssohn Bartholdy, a maioria delas composta em três movimentos, para orquestra de cordas, são às vezes chamadas de sinfonias, no sentido barroco, para diferençá-las das cinco sinfonias (symphonies) mais elaboradas, todas posteriores, e publicadas durante a vida, ou logo após a morte, do compositor. A Sinfonia (Symphony) nº 4, dita Italiana é uma composição da primeira série que é sempre chamada de sinfonia (symphony). Por outro lado, Mendelssohn usou o termo sinfonia na abertura de sua Sinfonia n.º 2 (Lobgesang). Esta atitude pode ser interpretada como uma das muitas referências a Bach que Mendelssohn inseriu em sua música: estas referências ao velho mestre foram especialmente fortes em sua sinfonia-cantata que deveria ter sua estreia na Igreja de São Tomás, em Leipzig.
- Vincent d'Indy escreveu uma Sinfonia brevis de bello Gallico (Sinfonia breve sobre a Guerra na Gália), sua Sinfonia n.º 3
- Richard Strauss chamou de Sinfonia Doméstica a uma sinfonia (symphony) em grande escala que ele compôs em 1902-1903. É possível que esta sinfonia mostre um lado algo mais alegre do que a maioria de suas composições orquestrais, mas grandes seções da obra também retratam brigas e outras tensões domésticas, concluindo com uma fuga elaborada que restaura a coerência na casa.
- Benjamin Britten escreveu uma Sinfonia da Requiem em 1941. Neste caso, sinfonia é, antes, uma alusão à seriedade e/ou solenidade, do que algum tipo de luminosidade.

## Sinfonia clássica e romântica

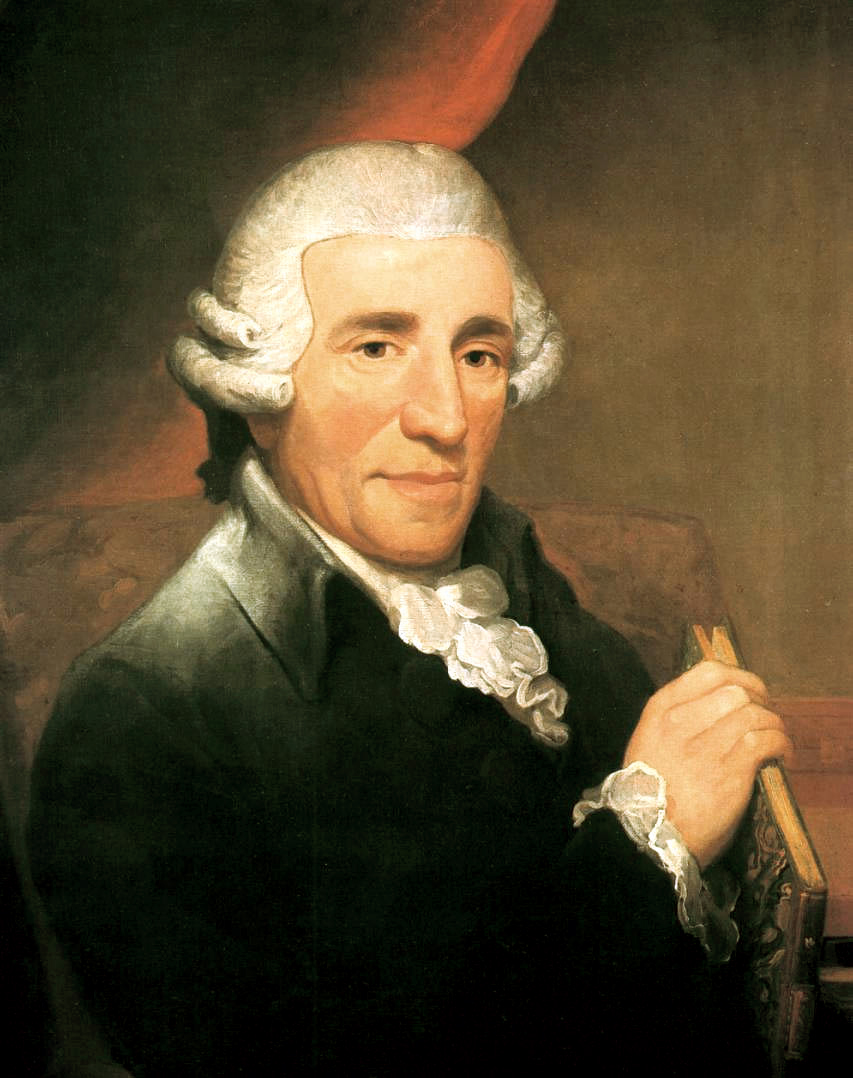
Haydn compôs 106 sinfonias.

Composição musical escrita para orquestra, geralmente estruturada em quatro movimentos. No período clássico, era estruturada da mesma maneira que a sonata: o primeiro movimento rápido, com a exposição, desenvolvimento e recapitulação dos temas principais, podendo algumas vezes ter uma introdução lenta; o segundo movimento sempre lento ou moderado, sem uma orientação determinada quanto à forma, e o terceiro movimento mais rápido que o primeiro, geralmente estruturado como um rondó. Algumas vezes, entre o movimento lento e o rondó, era introduzido um minueto.
A partir de Beethoven, o minueto passou a ser substituído pelo scherzo, exceto em sua oitava sinfonia. No Romantismo, a sinfonia passou a adotar uma estrutura mais flexível, algumas vezes em mais de quatro movimentos, outras vezes em apenas um ou dois movimentos. Alguns dos compositores românticos que se dedicaram à sinfonia foram Franz Schubert, Camille Saint-Saëns, Johannes Brahms, Felix Mendelssohn, Robert Schumann, Gustav Mahler, Antonin Dvorák e Jean Sibelius. No século XX, o gênero foi explorado por compositores como Heitor Villa-Lobos, Dmitri Shostakovitch, Serguei Prokofiev, Sergei Rachmaninoff, Philip Glass e Henryk Górecki, entre outros.
No período barroco, a palavra Sinfonia era usada para qualquer composição orquestral, geralmente introdutória de uma obra maior.

### Algumas sinfonias famosas

#### De Wolfgang Amadeus Mozart

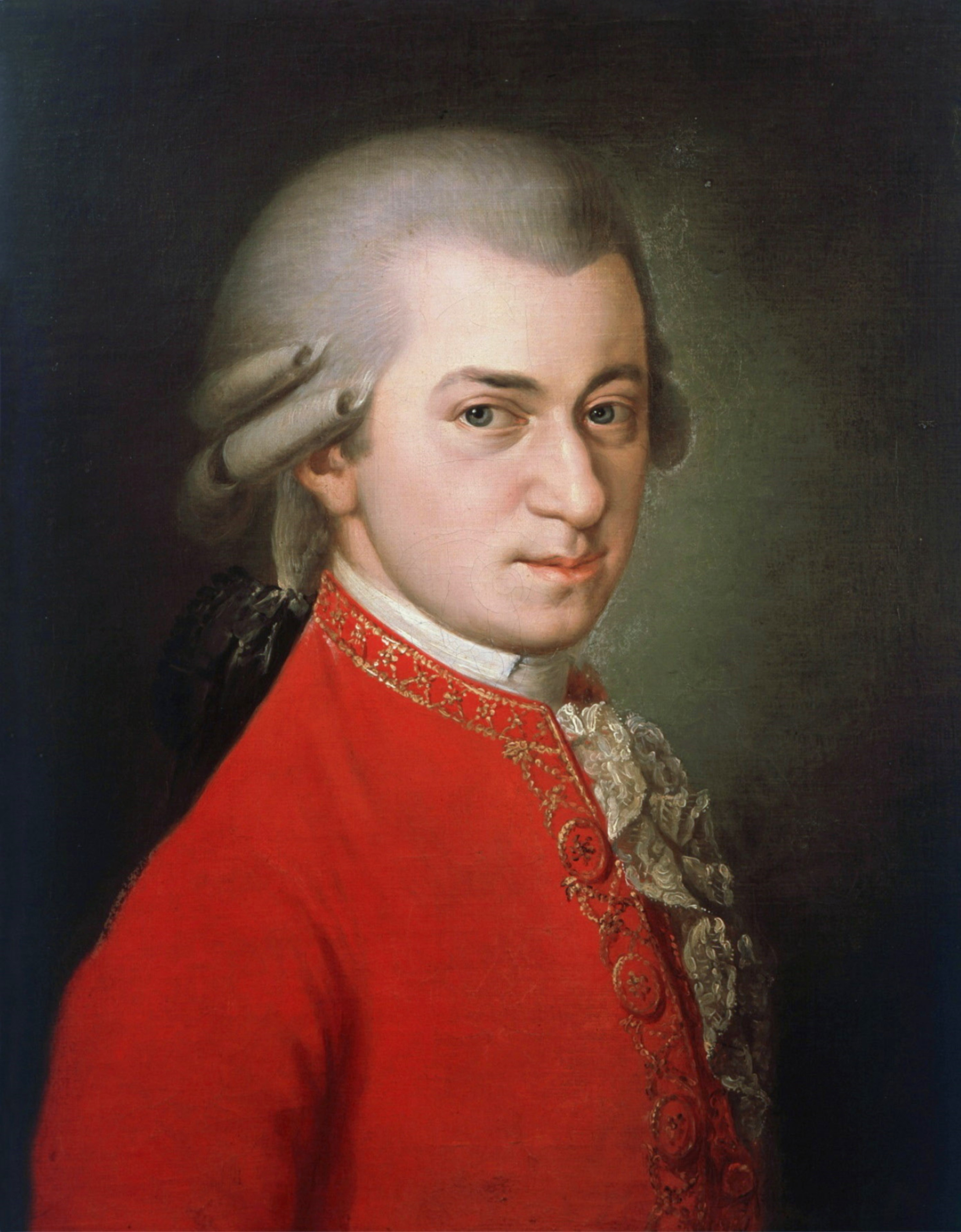
Mozart

- Sinfonia n.º 20
- Sinfonia n.º 31, "Paris"
- Sinfonia n.º 35, "Haffner"
- Sinfonia n.º 36, "Linz"
- Sinfonia n.º 38, "Praga"
- Sinfonia n.º 39
- Sinfonia n.º 40
- Sinfonia n.º 41, "Júpiter"

#### De Joseph Haydn
- Sinfonia n.º 45, "Do Adeus"
- Sinfonia n.º 48, "Maria Teresa"
- Sinfonia n.º 92, "Oxford"
- Sinfonia n.º 94, "Surpresa"
- Sinfonia n.º 100, "Militar"
- Sinfonia n.º 101, "O Relógio"
- Sinfonia n.º 103, "O Rufar dos Tambores"
- Sinfonia n.º 104, "Londres"

#### De Ludwig van Beethoven
- Sinfonia n.º 3, "Heróica"
- Sinfonia n.º 5, "Do Destino"
- Sinfonia n.º 6, "Pastoral"
- Sinfonia n.º 7, "Movimento"
- Sinfonia n.º 9, "Coral" ou "Ode à Alegria" (ou "Ode an die Freude")

#### De Gustav Mahler
- Sinfonia n.º 1, "Titã"
- Sinfonia n.º 2, "Ressurreição"
- Sinfonia n.º 5
- Sinfonia n.º 6, "Trágica"
- Sinfonia n.º 8, "Sinfonia dos Mil"

#### De outros compositores
- Sinfonia n.º 8, de Antonin Dvořák
- Sinfonia n.º 4, de Felix Mendelssohn, "Italiana"
- Sinfonia n.º 4, de Johannes Brahms
- Sinfonia n.º 8, de Franz Schubert, "Inacabada"
- Sinfonia n.º 9, de Franz Schubert, "A Grande"
- Sinfonia n.º 9, de Antonin Dvořák, "Do Novo Mundo"
- Sinfonia n.º 3, de Robert Schumann, "Renana"
- Sinfonia n.º 5, de Dmitri Shostakovitch
- Sinfonia n.º 3 de Henryk Górecki
- Sinfonia n.º 6 de Tchaikovsky